# Fotis Kuvelis
Fotis-Fanourios Kuvelis (en grec:Φώτης-Φανούριος Κουβέλης), més conegut com a Fotis Kuvelis (en grec: Φώτης Κουβέλης), (Volos, 3 de setembre de 1948) és un polític i advocat grec, que fou Ministre de Justícia l'any 1989.

## Biografia
Kuvelis va néixer a la ciutat de Volos, en el centre de Grècia. Va estudiar Dret i Ciència Política a la Universitat d'Atenes.
Va ser membre de la Joventut Lambrakis i membre fundador del  Partit Comunista de Grècia de l'Interior (KKE Esoteriku), formant part del seu comitè central, des de 1975 fins a la desaparició del partit. Va ser membre fundador del partit Esquerra Grega (Elinikís Aristerás) el 1987, sent escollit secretari general, el 25 de juny de 1989, romanent en aquest càrrec fins al 1992.
El 1989 va ser Ministre de Justícia al govern de coalició del primer ministre Tzannis Tzannetakis. El 5 de novembre d'aquest mateix any va ser escollit membre del Parlament Hel·lènic per la segona circumscripció d'Atenes (B) i el 1990, 1996, 2000 (amb Sinaspismós), 2004, 2007 i 2009 (amb el suport de SÍRIZA).
Des de juny de 2010 és parlamentari independent –després de la seva sortida de Sinaspismós– i fundador, president i líder d'Esquerra Democràtica (Dimokratikí Aristerá). A les eleccions legislatives gregues de maig de 2012 és novament elegit membre del Parlament Hel·lènic, postulat per DIMAR. Ha estat diputat del Parlament Hel·lènic en la 6a, 7a, 8a, 9a, 10a, 11a, 12a, 13a i 14a legislatura.